# Hinterer Langbathsee
Der Hintere Langbathsee ist ein Bergsee im oberösterreichischen Teil des Salzkammergutes im Gemeindegebiet von Ebensee am Traunsee, am Nordfuß des Höllengebirges und liegt auf 723 m ü. A. Der Ablauf des Hinteren Langbathsees ist der Pfrillenbach, der in den Vorderen Langbathsee mündet. Der nährstoffarme See bietet mit seinen weitgehend naturnahen Ufern Lebensräume für viele Tier- und Pflanzenarten und steht seit 1965 unter Naturschutz. Der Hintere Langbathsee befindet sich im Besitz der Österreichischen Bundesforste.

## Beschreibung
Der Hintere Langbathsee ist 600 Meter lang und 400 Meter breit. Seine tiefste Stelle liegt 13 Meter unter dem Wasserspiegel. Der See ist ebenfalls Naturschutzgebiet (N011, 12,4674 ha).
Der Hintere Langbathsee wird kaum als Badesee genutzt, seine Wassergüte ist wegen des höheren Biomasseanteils (Algen) nur als gut eingestuft, in Bezug auf die Badegewässereinstufung ist die Wasserbeschaffenheit gut (beste Stufe).

## Galerie

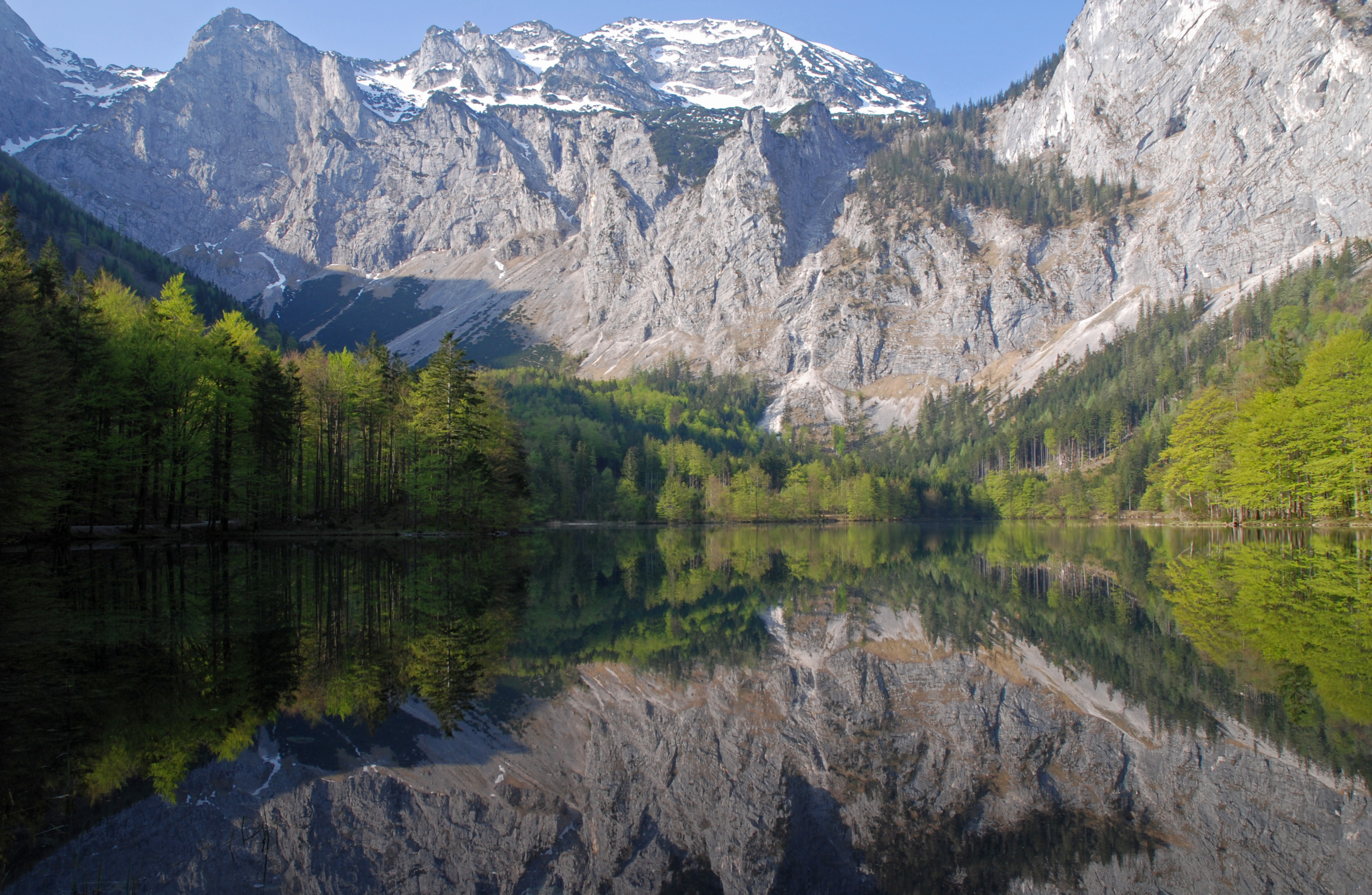
Taleinwärts, gegen den Hohen Spielberg
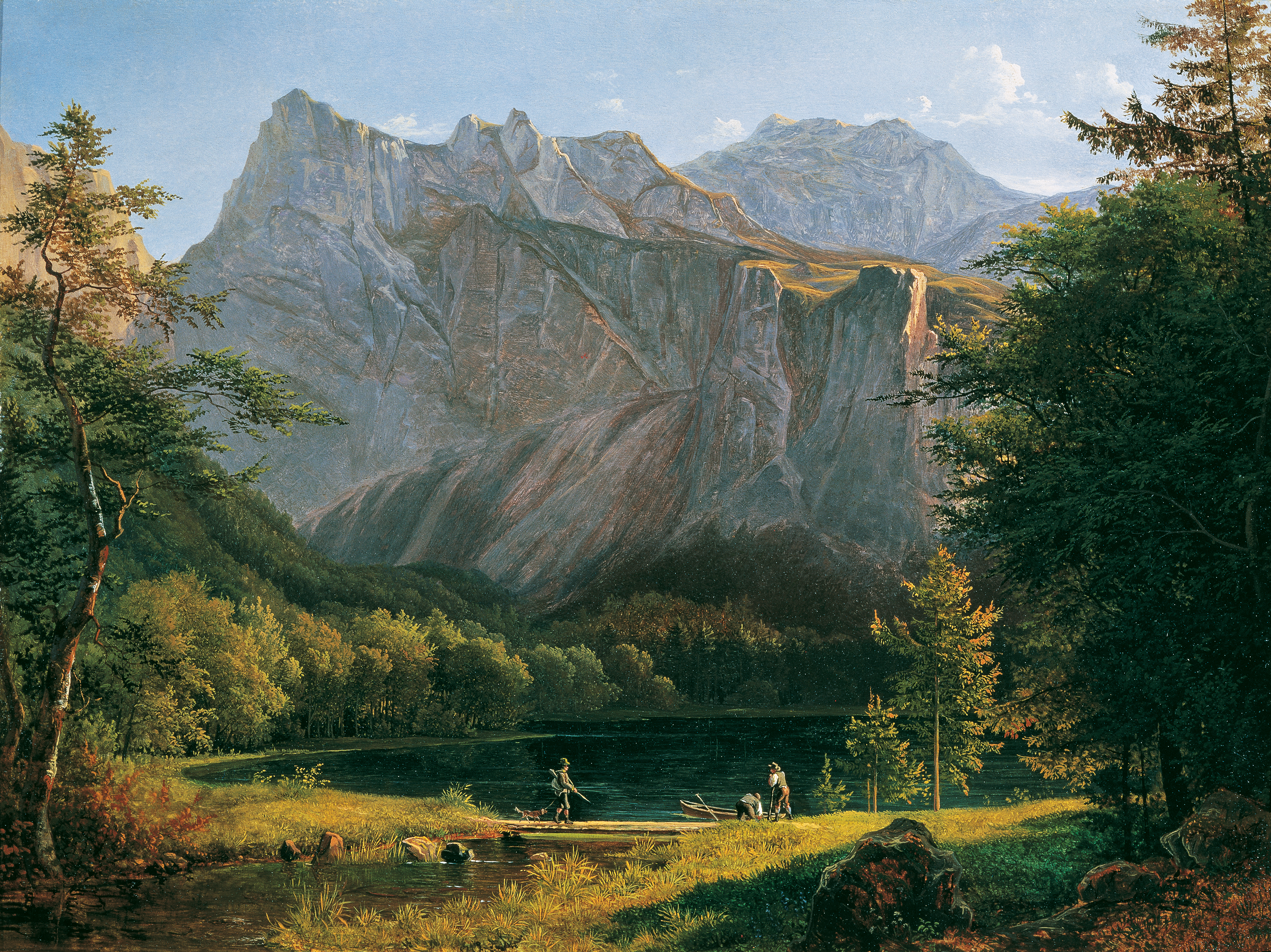
Der hintere Langbathsee, Josef Feid, 1834
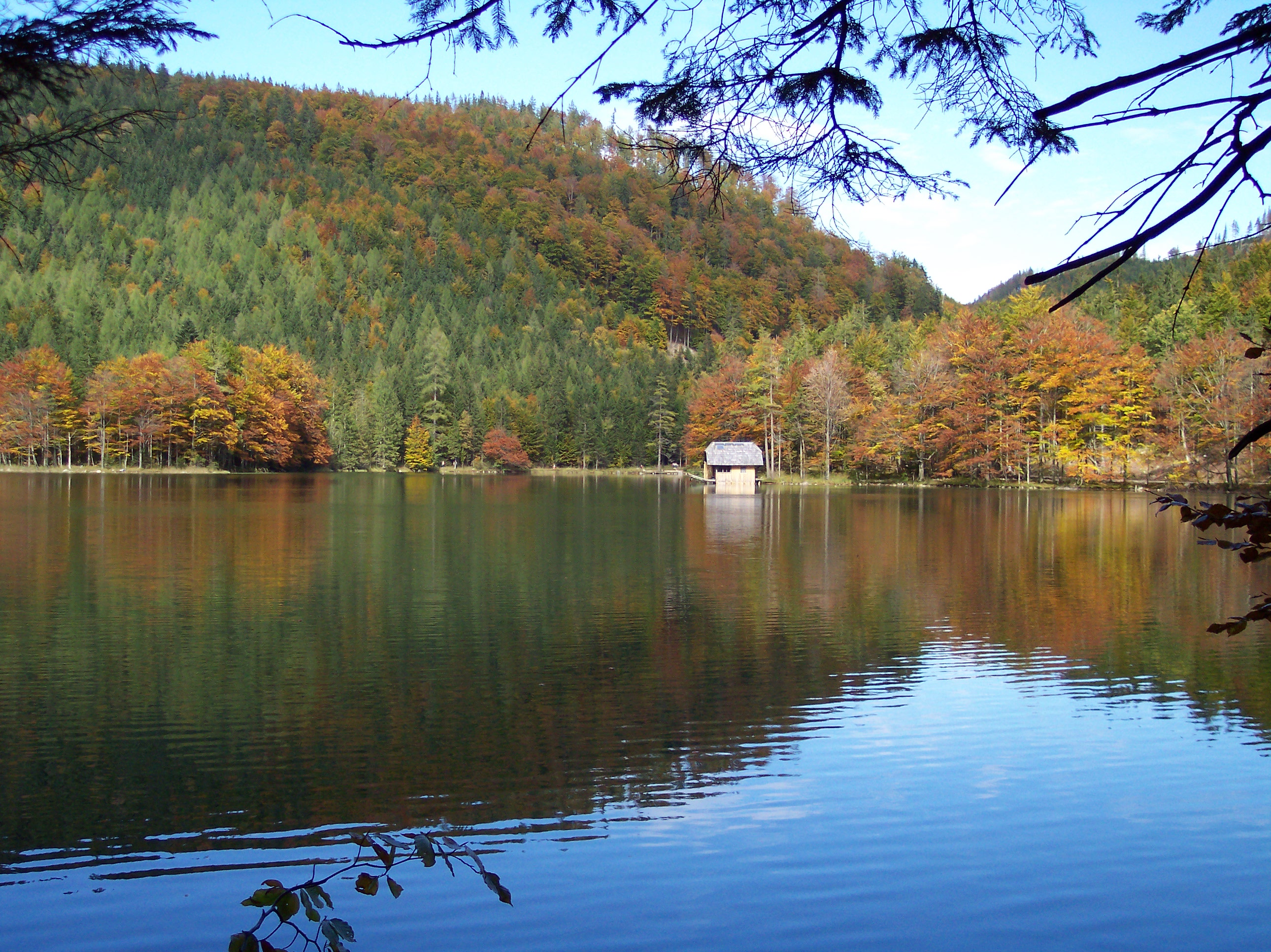
Talauswärts, mit dem Fischerhüttl
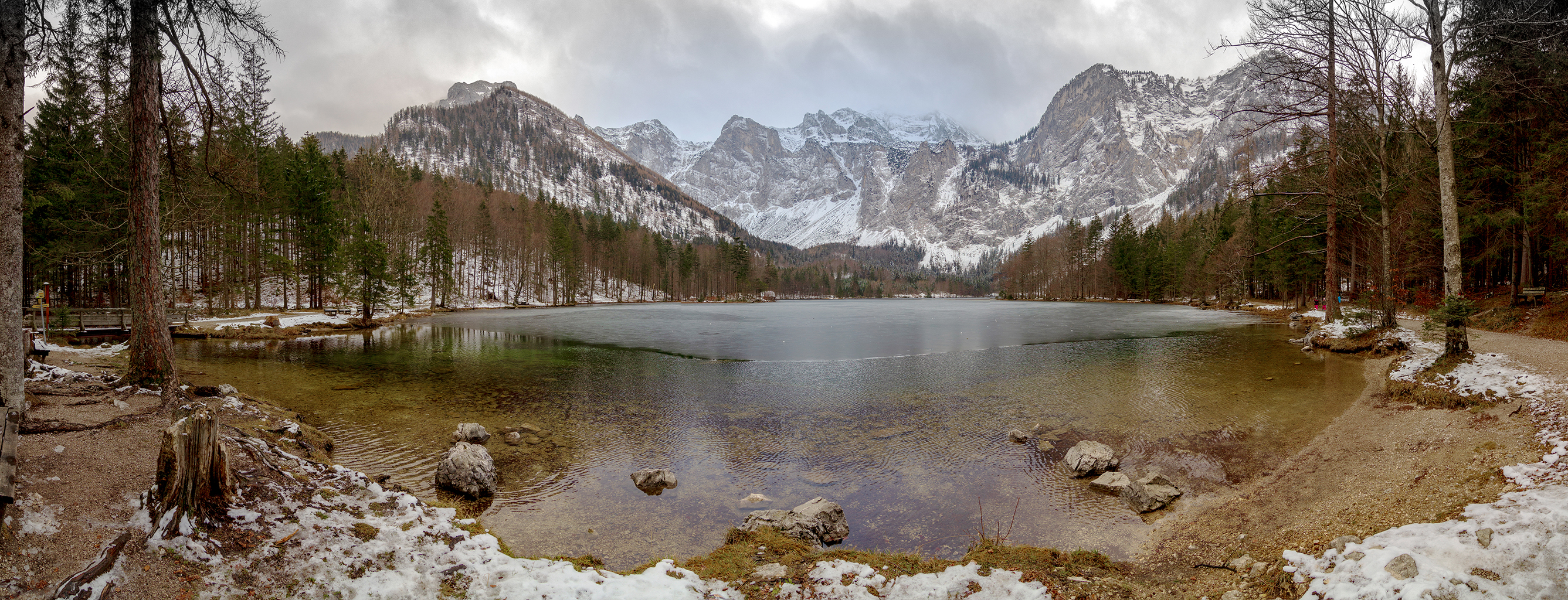
Winterliches Panorama